# Planeta Faktów
Planeta Faktów – polski kanał ciekawostkowy prowadzony przez Jacka Makarewicza, który zdobył ponad 2,7 miliona subskrybentów oraz ponad miliard wyświetleń.
Planeta Faktów jest jedenastym najpopularniejszym polskim kanałem.

## Historia
Kanał Planeta Faktów został założony przez Jacka Makarewicza 18 grudnia 2012 roku. Pierwszy film opublikowano 21 maja 2016 roku – zdobył on ponad 2 miliony wyświetleń. Filmy pokazywane na kanale przedstawiają rankingi z różnych rzeczy oraz nagrywanie wiadomości z ostatniego tygodnia.